# اولگا پانووا
 اولگا پانووا (انگلیسی: Olga Panova؛ زاده ۷ ژانویهٔ ۱۹۸۷) یک تنیس‌باز اهل روسیه است.